# Список найвищих будівель Варшави

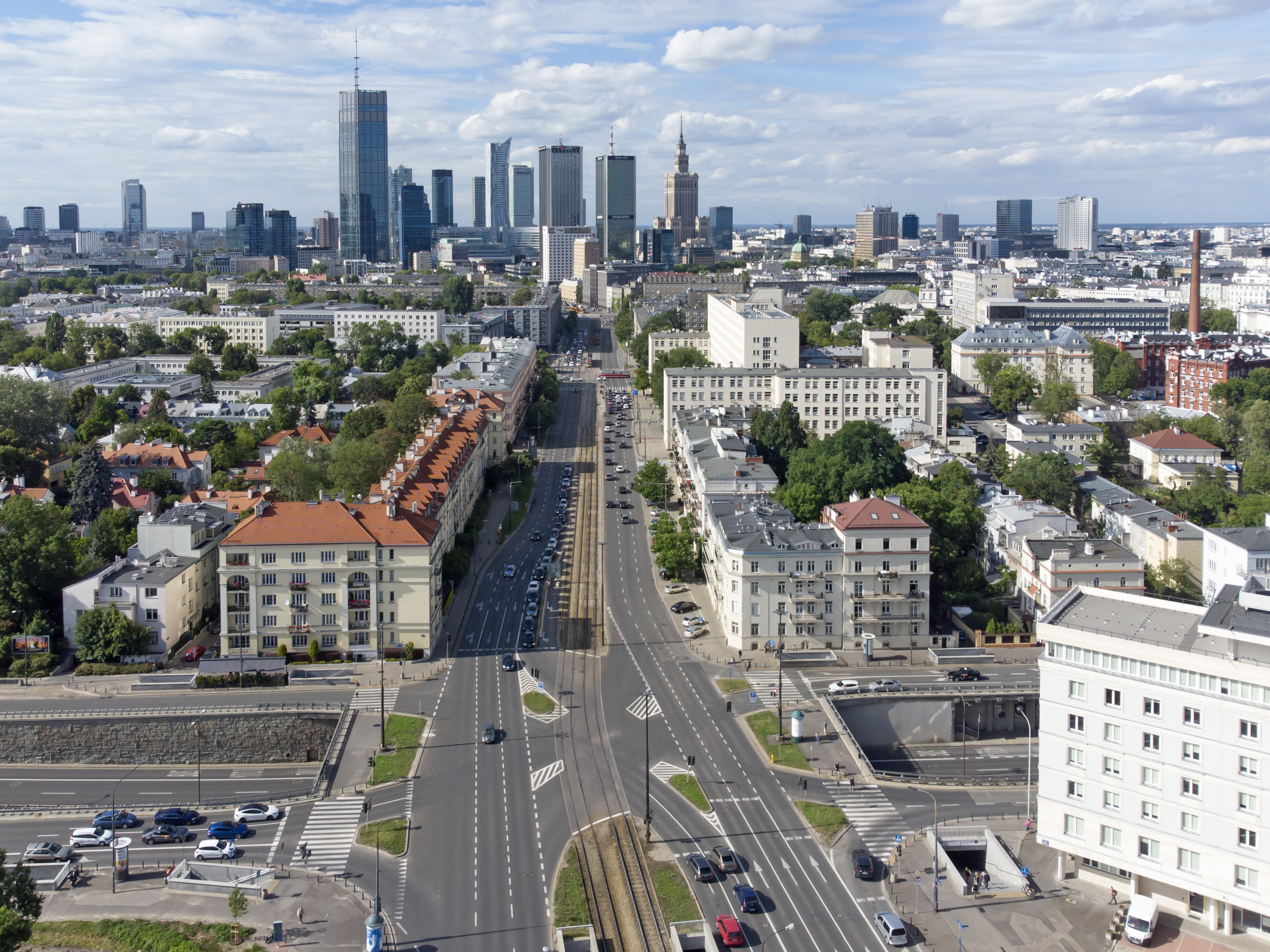
Центр Варшави

Найвищі будівлі Варшави — це близько 40 існуючих будівель (хмарочосів) у Варшаві, які мають висоту, більшу ніж 65 м (у тому числі дві споруди висотою понад 200 м), і майже 55 нових (висотою від 70 м до 350 м) на різних стадіях реалізації.
Варшавські хмарочоси одні з найвищих у Польщі — тут знаходяться 8 найвищих будівель країни.
Перевищують 65-метрову висоту у Варшаві і труба електростанції Кавєнчин, висотою 300 м, а також пілони двох мостів: Сєкєрковського — 90 м та Свентокшиського — 88 м.

## Найвищі будівлі
Нижче приведений список найвищих будівель у Варшаві, висота яких становить понад 100 метрів:

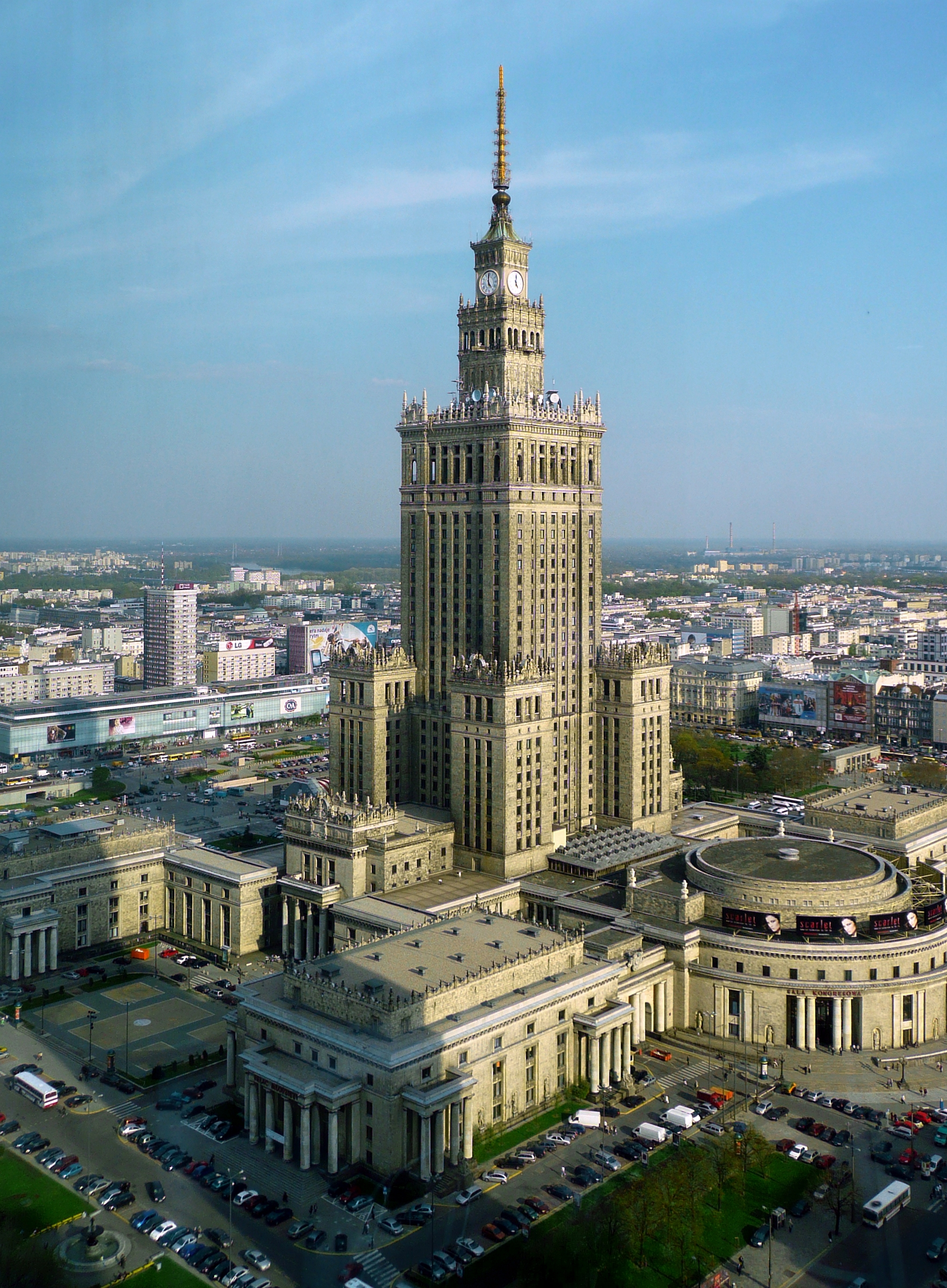
Друга найвища будівля Польщі, Палац культури і науки

| Місце | Будівля                      | Висота (м) | К-сть поверхів |
| ----- | ---------------------------- | ---------- | -------------- |
| 1     | Varso Tower                  | 310        | 53             |
| 2     | Палац культури і науки       | 231        | 42             |
| 3     | Warsaw Spire                 | 220        | 49             |
| 4     | Варшавський торговий центр   | 208        | 43             |
| 5     | Q22                          | 195        | 42             |
| 6     | Złota 44                     | 192        | 54             |
| 7     | Rondo 1                      | 192        | 40             |
| 8     | Готель «Marriott»            | 170        | 43             |
| 9     | Варшавський фінансовий центр | 165        | 35             |
| 10    | InterContinental Варшава     | 164        | 45             |
| 11    | Cosmopolitan Twarda 2/4      | 159        | 43             |
| 12    | Oxford Tower                 | 150        | 42             |
| 13    | Intraco I                    | 138        | 39             |
| 14    | TP S.A. Tower                | 128        | 30             |
| 15    | Blue Tower                   | 120        | 29             |
| 16    | Łucka City                   | 120        | 30             |
| 17    | Millennium Plaza             | 116        | 28             |
| 18    | Orco Tower                   | 115        | 26             |
| 19    | Novotel Hotel Warsaw         | 111        | 33             |
| 20    | Вежа Бабка                   | 105        | 28             |
| 21    | Złote Tarasy                 | 105        | 26             |
| 22    | Skylight                     | 105        | 26             |
| 23    | PZU Tower                    | 104        | 28             |
| 24    | Ilmet                        | 103        | 22             |

## В стадії розробки
Список складений станом на 16.05.2013
| Місце | Назва        | Висота (м) | К-сть поверхів | Рік  | Призначення |
| ----- | ------------ | ---------- | -------------- | ---- | ----------- |
| 1     | Warsaw Spire | 220        | 49             | 2015 | Офіси       |
| 2     | Złota 44     | 192        | 54             | 2013 | Житло       |
| 3     | Q22          | 155 -159   | 42             | 2016 | Офіси       |